# 萨沃卡
萨沃卡（義大利語：Savoca），是意大利西西里大区墨西拿廣域市的一个市镇。总面积8平方公里，人口1781人，人口密度222.6人/平方公里（2009年）。ISTAT代码为083093。

## 文藝作品
- 美國電影《教父》在此取景。